# Jürgen Kocka
Jürgen Kocka – niemiecki historyk.

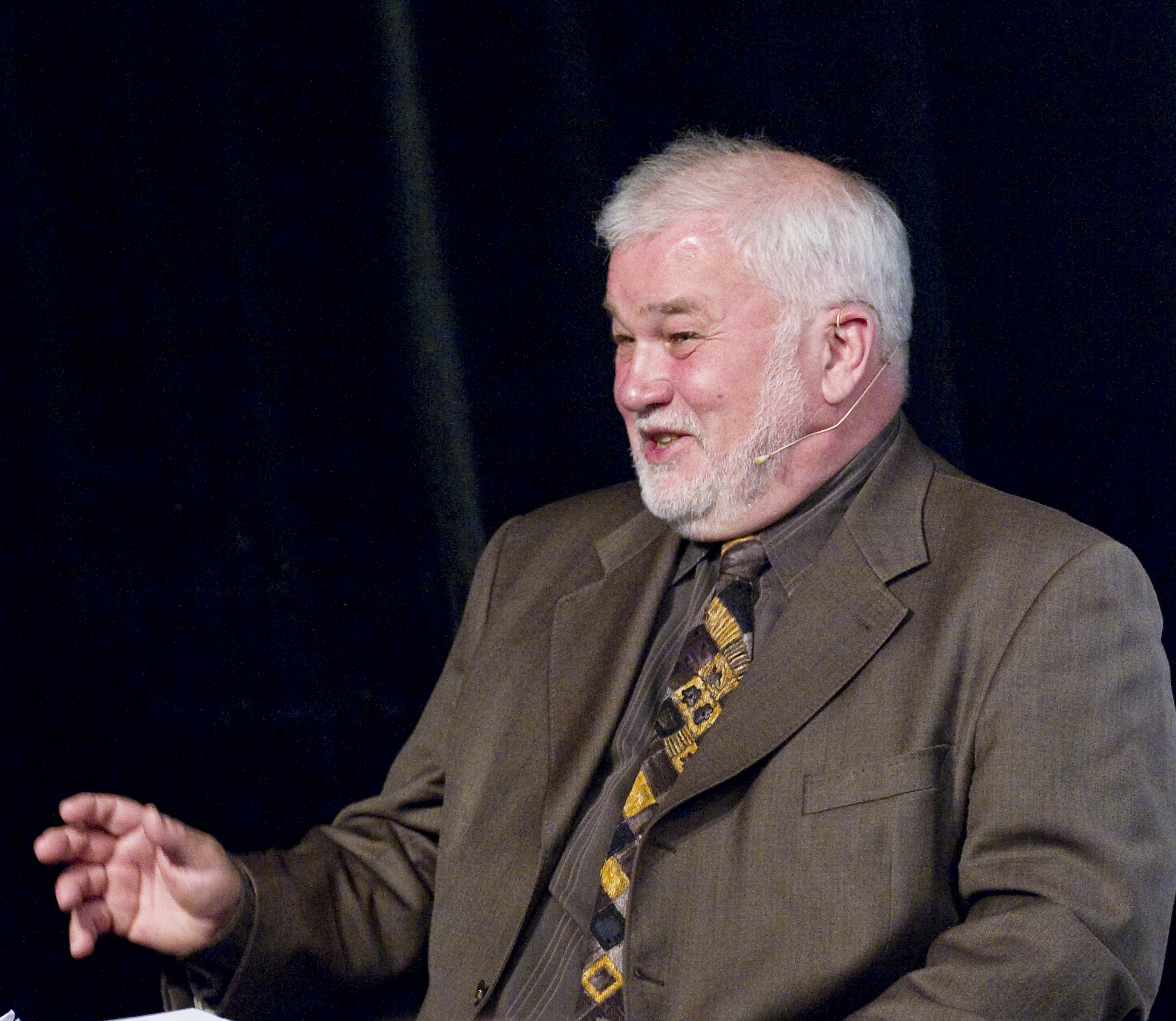
Jürgen Kocka

Stopień doktora w zakresie historii (Dr phil. in Geschichte) uzyskał w 1969 na Wolnym Uniwersytecie Berlińskim. Habilitację z zakresu historii powszechnej uzyskał w 1972 na Westfalskim Uniwersytecie Wilhelma w Münsterze. Od 1973 do 1988 był profesorem na Uniwersytecie w Bielefeld.
W latach 2001–2007 był prezydentem Wissenschaftszentrum Berlin für Sozialforschung.

## Monografie
- Arbeiterleben und Arbeiterkultur. Die Entstehung einer sozialen Klasse, 2015.
- Arbeiten an der Geschichte. Gesellschaftlicher Wandel im 19. und 20. Jahrhundert, 2011.
- Civil Society and Dictatorship in Modern German History, 2010.
- Das lange 19. Jahrhundert. Arbeit, Nation und bürgerliche Gesellschaft, 2001.
- Industrial Culture & Bourgeois Society. Business, Labor, and Bureaucracy in Modern Germany, 1999.
- Arbeitsverhältnisse und Arbeiterexistenzen. Grundlagen der Klassenbildung im 19. Jahrhundert, 1990.
- Weder Stand noch Klasse. Unterschichten um 1800, 1990.